# Luật Cán bộ, công chức 2008
Luật Cán bộ, Công chức năm 2008 là đạo luật mang số 22/2008/QH12 được Quốc hội nước Cộng hòa xã hội chủ nghĩa Việt Nam khóa XII, kỳ họp thứ 4 thông qua ngày 13 tháng 11  năm 2008 và có hiệu lực thi hành từ ngày 1 tháng 1 năm 2010 và thay thế cho các văn bản Pháp lệnh cán bộ, công chức (ngày 26 tháng 2 năm 1998), Pháp lệnh sửa đổi, bổ sung một số điều của Pháp lệnh cán bộ, công chức (ngày 28 tháng 4 năm 2000), Pháp lệnh sửa đổi, bổ sung một số điều của Pháp lệnh cán bộ, công chức (ngày 29 tháng 4 năm 2003). Luật này quy định về cán bộ, công chức về bầu cử, tuyển dụng, sử dụng, quản lý cán bộ, công chức, quy định nghĩa vụ, quyền của cán bộ, công chức và điều kiện bảo đảm thi hành công vụ.

## Quá trình xây dựng
Trong quá trình xây dựng Luật, nhiều vấn đề đã được đặt ra để xem xét. Nhiều ý kiến góp ý cho rằng cần đặt nhiều tiêu chuẩn, bình đẳng trong tuyển dụng và chế độ đãi ngộ, về cán bộ, công chức phải bình đẳng từ khâu tuyển dụng, bổ nhiệm, trách nhiệm, quyền lực, hưởng thụ, kỷ luật như nhau kể cả các tiêu chí đánh giá về đạo đức, phẩm hạnh và năng lực làm việc. Đại biểu Phạm Phương Thảo của Thành phố Hồ Chí Minh cho rằng đối tượng đề cập trong dự án luật này quá rộng mà cũng không đủ, bà này cũng đề nghị nên khuyến khích thi tuyển một số chức danh lãnh đạo, từ phó trưởng phòng của cấp quận, huyện trở lên.
Nhiều đại biểu Quốc hội cũng cho rằng, Luật cần quy định cụ thể những tiêu chí về tài năng, cơ chế phát hiện, tuyển chọn người tài... và có chính sách đãi ngộ hợp lý. Thậm chí một số đại biểu còn có ý kiến cho rằng Quốc hội chưa nên ban hành Luật Cán bộ, Công chức mà nên giao tiếp cho Ban soạn thảo, soạn thảo lại bộ luật khác là Luật Công vụ theo đúng như Nghị quyết của Quốc hội về chương trình xây dựng Luật, Pháp lệnh của Quốc hội nhiệm kỳ XII, năm 2008. Đại biểu này đặt câu hỏi "phải chăng Quốc hội đang "lấn sân" Chính phủ", bởi Hiến pháp năm 1992 không quy định Quốc hội phải ban hành những dạng luật này.
Theo một thống kê, tính đến thời điểm năm 2006, tổng số biên chế cán bộ, công chức của Việt Nam là 1.971.172 người, trong đó cán bộ, công chức từ cấp huyện trở lên là 1.778.734, cán bộ, công chức cấp xã là 192.438. Biên chế cán bộ thuộc cơ quan Đảng và đoàn thể do Ban Tổ chức trung ương quản lý là 82.003. Biên chế đội ngũ viên chức sự nghiệp công là 1.434.660.

## Bố cục
Luật gồm 10 chương với 86 Điều, được sắp xếp như sau:
- Chương I: Quy định chung (từ Điều 1 đến Điều 7): Gồm các quy định về phạm vi điều chỉnh, đối tượng áp dụng, hoạt động công vụ của cán bộ, công chức, các nguyên tắc trong thi hành công vụ, khái niệm và quy định cụ thể ai là Cán bộ, công chức, nguyên tắc quản lý cán bộ, công chức, Chính sách đối với người có tài năng và phần giải thích thuật ngữ. Trong Luật, các từ ngữ được giải thích cách hiểu thống nhất, bao gồm: Vị trí việc làm, Ngạch, Bổ nhiệm, Miễn nhiệm, Bãi nhiệm, Giáng chức, Cách chức, Điều động, Luân chuyển, Biệt phái, Từ chức.
- Chương II:  Nghĩa vụ, quyền của cán bộ, công chức (từ Điều 8 đến Điều 20). Chương này được chia làm 04 mục bao gồm:

- Mục 1: Nghĩa vụ của cán bộ, công chức: (từ Điều 8 đến Điều 10) quy định rõ nghĩa vụ về lòng trung thành với Đảng Cộng sản Việt Nam, Nhà nước Cộng sản Việt Nam và nhân dân, chịu sự giám sát của nhân dân (Điều 8), nghĩa vụ trong quan hệ hành chính và trong công vụ (nghĩa vụ của cán bộ, công chức trong thi hành công vụ và nghĩa vụ của cán bộ, công chức là người đứng đầu)

- Mục 2: Quyền của cán bộ, công chức: (từ Điều 11 đến Điều 14) quy định về quyền được bảo đảm điều kiện thực thi công vụ, quyền hưởng lương và chế độ đãi ngộ, quyền được hưởng chế độ nghỉ ngơi, hưởng bảo hiểm xã hội, bảo hiểm y tế, quyền lợi khi thi hành công vụ bị thương hoặc hy sinh,quyền được hưởng các chính sách ưu đãi về nhà ở, đặc biệt là các quyền của công chức nữ để thống nhất với Luật Bình đẳng giới.

- Mục 3: Đạo đức, văn hóa giao tiếp của cán bộ, công chức:(từ Điều 15 đến Điều 17) quy định cụ thể các chuẩn mực về đạo đức công vụ như đạo đức công chức, văn hóa giao tiếp trong công sở, văn hóa giao tiếp với nhân dân, gồm: Cán bộ, công chức phải thực hiện cần, kiệm, liêm, chính, chí công vô tư trong hoạt động công vụ (Điều 15). Văn hóa giao tiếp ở công sở (Điều 16). Văn hóa giao tiếp với nhân dân (Điều 17).

- Mục 4: Những việc cán bộ, công chức không được làm: (từ Điều 18 đến Điều 20) quy định nhằm chống tệ quan liêu, hách dịch, cửa quyền, lợi dụng chức vụ, quyền hạn để thu lợi cho cá nhân và gia đình hoặc ảnh hưởng đến an ninh quốc gia. Bao gồm: Những việc cán bộ, công chức không được làm liên quan đến đạo đức công vụ (Điều 18), Những việc cán bộ, công chức không được làm liên quan đến bí mật nhà nước (Điều 19), Những việc khác cán bộ, công chức không được làm (Điều 20) liên quan đến sản xuất, kinh doanh, công tác nhân sự quy định tại Luật phòng, chống tham nhũng, Luật thực hành tiết kiệm, chống lãng phí và những việc khác.

- Chương III: Cán bộ ở Trung ương, cấp tỉnh và cấp huyện: Gồm 10 điều, từ Điều 21 đến Điều 31, quy định về cán bộ, công chức ở cấp Trung ương bao gồm cán bộ trong cơ quan của Đảng Cộng sản Việt Nam, Nhà nước cộng sản, tổ chức chính trị - xã hội ở trung ương, cấp tỉnh, cấp huyện.
- Chương IV: Công chức ở Trung ương, cấp tỉnh, cấp huyên: Gồm 7 Mục, quy định từ Điều 32 đến Điều 60, cụ thể như sau:

- Mục 1. Công chức và phân loại công chức: Quy định về công chức, nghĩa vụ của công chức, phân loại công chức và ngạch của công chức

- Mục 2: Tuyển dụng công chức: Tuyển dụng công chức được xác định là một trong các nội dung có ảnh hưởng rất quan trọng đến chất lượng thực thi, thừa hành công vụ do vậy luật quy định rất cụ thể.

- Mục 3: Các quy định về ngạch công chức: (từ Điều 42 đến Điều 46) quy định cụ thể về các ngạch, bậc công chức, việc thi tuyển, lên ngạch, lên bậc....

- Mục 4: Đào tạo, bồi dưỡng công chức: (từ Điều 47 đến Điều 49)

- Mục 5: Điều động, bổ nhiệm, luân chuyển, biệt phái, từ chức, miễn nhiệm đối với công chức: Về điều động, bổ nhiệm, luân chuyển, biệt phái, miễn nhiệm, từ chức quy định từ Điều 50 đến Điều 54 của Luật Cán bộ, công chức

- Mục 6: Đánh giá công chức: (từ Điều 55 đến Điều 58) quy định cụ thể về trình tự, thủ thục, cách thức đánh giá và phân loại công chức.

- Mục 7: Thôi việc, nghỉ hưu đối với công chức: (Điều 59 và Điều 60) quy định về chính sách, chế độ đối với việc nghỉ hưu, thôi việc....

- Chương V: Cán bộ, công chức cấp xã: Chương này quy định cụ thể về chức danh, chức vụ của cán bộ, công chức cấp xã (Điều 61), nghĩa vụ, quyền của cán bộ, công chức cấp xã (Điều 62), bầu cử, tuyển dụng, đào tạo, bồi dưỡng cán bộ, công chức cấp xã (Điều 63), đánh giá, phân loại, xin thôi làm nhiệm vụ, từ chức, miễn nhiệm, thôi việc, nghỉ hưu đối với cán bộ, công chức cấp xã (Điều 64).
- Chương VI: Quản lý cán bộ, công chức: Từ Điều 65 đến Điều 69 quy định về nội dung quản lý cán bộ, công chức, thầm quyền quản lý, tổ chức thực hiện quản lý, chế độ báo cáo, quản lý hồ sơ....
- Chương VII: Các điều kiện bảo đảm cho hoạt động công vụ: (từ Điều 70 đến điều 73), đây là một nội dung mới so với Pháp lệnh Cán bộ, công chức. Các điều kiện bảo đảm cho hoạt động công vụ được xây dựng trong Luật bao gồm các quy định về công sở, nhà công vụ, phương tiện, trang bị làm việc trong công sở, phương tiện đi lại của công chức, các điều kiện khác phục vụ cho hoạt động công vụ.
- Chương VIII: Thanh tra công vụ:(từ Điều 74 đến Điều 75) xác định phạm vi hoạt động của thanh tra công vụ bao gồm: việc tuyển dụng, sử dụng và quản lý công chức; các điều kiện bảo đảm cho hoạt động công vụ; khen thưởng và xử lý vi phạm trong hoạt động công vụ, nội dung, yêu cầu và tổ chức thanh tra công vụ.
- Chương IX: Khen thưởng và xử lý vi phạm: (từ Điều 76 đến Điều 83): quy định các hình thức khen thưởng khác như: công chức có thành tích xuất sắc thì được nâng bậc lương trước thời hạn, được ưu tiên cử giữ các vị trí khác cao hơn nếu cơ quan, tổ chức có nhu cầu. Bên cạnh quy định việc khen thưởng, Luật cũng quy định việc xử lý kỷ luật khi công chức vi phạm pháp luật. Việc khen thưởng được thực hiện theo Luật Thi đua, Khen thưởng
- Chương X: Điều khoản thi hành: (từ Điều 84 đến Điều 87): Ngoài quy định về hiệu lực thi hành, Luật giao trách nhiệm quy định chi tiết thi hành Luật trong một số trường hợp nhất định.

## Một số nội dung cơ bản

### Phạm vi, đối tượng điều chỉnh
Luật Cán bộ, công chức bao gồm các quy định về cán bộ, công chức, bầu cử, tuyển dụng, sử dụng, quản lý cán bộ, công chức, nghĩa vụ, quyền của cán bộ, công chức và điều kiện bảo đảm thi hành công vụ. Về các nguyên tắc hoạt động công vụ, điều kiện bảo đảm thực thi công vụ, nghĩa vụ, trách nhiệm và quyền lợi của công chức, đạo đức công vụ và những việc cán bộ, công chức không được làm, việc tuyển dụng, sử dụng và quản lý công chức, thanh tra công vụ, khen thưởng và xử lý các vi phạm của công chức trong hoạt động công vụ.
Luật áp dụng đối với các cơ quan, tổ chức, đơn vị của nhà nước, tổ chức chính trị, tổ chức chính trị- xã hội. Việc xác định các nhóm công chức về cơ bản vẫn kế thừa các quy định của Pháp lệnh Cán bộ, công chức. Các đơn vị sự nghiệp công hoạt động trong các lĩnh vực giáo dục, đào tạo, y tế, nghiên cứu khoa học công nghệ, văn hóa nghệ thuật, thể dục thể thao... là các tổ chức được Nhà nước thành lập và uỷ quyền để thực hiện chức năng và nhiệm vụ của Nhà nước.

### Cán bộ, công chức và công vụ
Cán bộ là công dân Việt Nam, được bầu cử, phê chuẩn, bổ nhiệm giữ chức vụ, chức danh theo nhiệm kỳ trong cơ quan của Đảng Cộng sản Việt Nam, Nhà nước, tổ chức chính trị - xã hội ở trung ương, ở tỉnh, thành phố trực thuộc trung ương (gọi chung là cấp tỉnh), ở huyện, quận, thị xã, thành phố thuộc tỉnh (gọi chung là cấp huyện), trong biên chế và hưởng lương từ ngân sách nhà nước.
Công chức là công dân Việt Nam, được tuyển dụng, bổ nhiệm vào ngạch, chức vụ, chức danh trong cơ quan của Đảng Cộng sản Việt Nam, Nhà nước, tổ chức chính trị - xã hội ở trung ương, cấp tỉnh, cấp huyện, trong cơ quan, đơn vị thuộc Quân đội nhân dân Việt Nam mà không phải là sĩ quan, quân nhân chuyên nghiệp, công nhân quốc phòng, trong cơ quan, đơn vị thuộc Công an nhân dân Việt Nam mà không phải là sĩ quan, hạ sĩ quan chuyên nghiệp và trong bộ máy lãnh đạo, quản lý của đơn vị sự nghiệp công lập của Đảng Cộng sản Việt Nam, Nhà nước, tổ chức chính trị - xã hội (gọi chung là đơn vị sự nghiệp công lập), trong biên chế và hưởng lương từ ngân sách nhà nước, đối với công chức trong bộ máy lãnh đạo, quản lý của đơn vị sự nghiệp công lập thì lương được bảo đảm từ quỹ lương của đơn vị sự nghiệp công lập theo quy định của pháp luật.
Điều 32 cũng quy định cụ thể bao gồm: Công chức trong cơ quan của Đảng Cộng sản Việt Nam, tổ chức chính trị - xã hội, Công chức trong cơ quan nhà nước, Công chức trong bộ máy lãnh đạo, quản lý của đơn vị sự nghiệp công lập; Công chức trong cơ quan, đơn vị thuộc Quân đội mà không phải là sĩ quan, quân nhân chuyên nghiệp, công nhân quốc phòng, công chức trong cơ quan, đơn vị thuộc Công an mà không phải là sĩ quan, hạ sĩ quan chuyên nghiệp.
Cán bộ xã, phường, thị trấn (gọi chung là cấp xã) là công dân Việt Nam, được bầu cử giữ chức vụ theo nhiệm kỳ trong Thường trực Hội đồng nhân dân, Ủy ban nhân dân, Bí thư, Phó Bí thư Đảng ủy, người đứng đầu tổ chức chính trị - xã hội, công chức cấp xã là công dân Việt Nam được tuyển dụng giữ một chức danh chuyên môn, nghiệp vụ thuộc Ủy ban nhân dân cấp xã, trong biên chế và hưởng lương từ ngân sách nhà nước.
Hoạt động công vụ của cán bộ, công chức là việc thực hiện nhiệm vụ, quyền hạn của cán bộ, công chức theo quy định của Luật này và các quy định khác có liên quan. Các nguyên tắc trong thi hành công vụ: có 5 nguyên tắc: 
- Tuân thủ Hiến pháp và pháp luật
- Bảo vệ lợi ích của Nhà nước cộng sản Việt Nam, quyền, lợi ích hợp pháp của tổ chức, công dân
- Công khai, minh bạch, đúng thẩm quyền và có sự kiểm tra, giám sát
- Bảo đảm tính hệ thống, thống nhất, liên tục, thông suốt và hiệu quả
- Bảo đảm thứ bậc hành chính và sự phối hợp chặt chẽ.

### Những việc không được làm
Những việc cán bộ, công chức không được làm gồm:
- Trốn tránh trách nhiệm, thoái thác nhiệm vụ được giao, gây bè phái, mất đoàn kết, tự ý bỏ việc hoặc tham gia đình công.
- Sử dụng tài sản của Nhà nước cộng sản Việt Nam và của nhân dân trái pháp luật.
- Lợi dụng, lạm dụng nhiệm vụ, quyền hạn, sử dụng thông tin liên quan đến công vụ để vụ lợi.
- Phân biệt đối xử dân tộc, phân biệt nam nữ, thành phần xã hội, tín ngưỡng, tôn giáo dưới mọi hình thức.
- Không được tiết lộ thông tin liên quan đến bí mật nhà nước dưới mọi hình thức. Cán bộ, công chức làm việc ở ngành, nghề có liên quan đến bí mật nhà nước thì trong thời hạn ít nhất là 05 năm, (kể từ khi có quyết định nghỉ hưu, thôi việc) không được làm công việc có liên quan đến ngành, nghề mà trước đây mình đã đảm nhiệm cho tổ chức, cá nhân trong nước, tổ chức, cá nhân nước ngoài hoặc liên doanh với nước ngoài.
- Không được làm những việc liên quan đến sản xuất, kinh doanh, công tác nhân sự quy định tại Luật phòng, chống tham nhũng, Luật thực hành tiết kiệm, chống lãng phí
- Những việc khác theo quy định của pháp luật và của cơ quan có thẩm quyền.

### Phân loại và ngạch công chức
Về phân loại công chức và ngạch của công chức (Điều 34): Để có cơ sở thực hiện việc tuyển dụng, sử dụng, quy hoạch, tiêu chuẩn hóa, đào tạo, bồi dưỡng, đánh giá và phân cấp quản lý công chức, Luật quy định phân loại công chức thực hiện như sau:
Phân loại công chức theo ngạch, gồm: 
- Công chức loại A (là những người được bổ nhiệm vào ngạch cao cấp)
- Công chức loại B (là những người được bổ nhiệm vào ngạch chính)
- Công chức loại C (là những người được bổ nhiệm vào ngạch chuyên viên hoặc tương đương)
- Công chức loại D (là những người được bổ nhiệm vào các ngạch còn lại- các ngạch thấp hơn ngạch chuyên viên).

Phân loại công chức theo vị trí công tác gồm: công chức lãnh đạo, quản lý và công chức thừa hành.
Việc sử dụng các ngạch công chức được thực hiện Công chức lãnh đạo, quản lý và công chức tham mưu, hoạch định chính sách và tổ chức thực hiện được bổ nhiệm từ ngạch cao cấp trở xuống tương ứng với từng vị trí công tác; công chức thực thi, thừa hành được bổ nhiệm vào các ngạch từ ngạch chính trở xuống tương ứng với từng vị trí công tác.
Ngạch công chức bao gồm: 
- Chuyên viên cao cấp và tương đương
- Chuyên viên chính và tương đương
- Chuyên viên và tương đương
- Cán sự và tương đương
- Nhân viên.

Việc bổ nhiệm vào ngạch phải bảo đảm các điều kiện: Người được bổ nhiệm có đủ tiêu chuẩn chuyên môn, nghiệp vụ của ngạch; Việc bổ nhiệm vào ngạch phải đúng thẩm quyền và bảo đảm cơ cấu công chức của cơ quan, tổ chức, đơn vị. Việc bổ nhiệm vào ngạch công chức được thực hiện trong các trường hợp: Người được tuyển dụng đã hoàn thành chế độ tập sự; Công chức trúng tuyển kỳ thi nâng ngạch; Công chức chuyển sang ngạch tương đương.
Về chuyển ngạch công chức (Điều 43): Chuyển ngạch là việc công chức đang giữ ngạch của ngành chuyên môn này được bổ nhiệm sang ngạch của ngành chuyên môn khác có cùng thứ bậc về chuyên môn, nghiệp vụ. Công chức được chuyển ngạch phải có đủ tiêu chuẩn chuyên môn, nghiệp vụ của ngạch được chuyển và phù hợp với nhiệm vụ, quyền hạn được giao. Công chức được giao nhiệm vụ không phù hợp với chuyên môn, nghiệp vụ của ngạch công chức đang giữ thì phải được chuyển ngạch cho phù hợp. Không thực hiện nâng ngạch, nâng lương khi chuyển ngạch.

### Tuyển dụng
Việc tuyển dụng công chức phải căn cứ vào yêu cầu nhiệm vụ, vị trí việc làm và chỉ tiêu biên chế, Điều 36 quy định tất cả công dân Việt Nam đủ điều kiện đều có cơ hội như nhau tham gia dự tuyển công chức, không phân biệt dân tộc, nam [nữ], thành phần xã hội, tín ngưỡng, tôn giáo. Bên cạnh đó, Luật còn quy định những trường hợp không được đăng ký dự tuyển (không thường trú tại Việt Nam, mất hoặc hạn chế năng lực hành vi dân sự, đang bị truy cứu trách nhịêm hình sự, bị kết án mà chưa được xoá án tích...).
Về phương thức tuyển dụng: Luật quy định việc ký hợp đồng làm việc đối với một số vị trí việc làm trong các cơ quan nhà nước. Cụ thể là: việc tuyển dụng người vào các vị trí việc làm tương ứng với ngạch chuyên viên hoặc tương đương trở xuống thì thực hiện tuyển dụng có thời hạn thông qua ký hợp đồng làm việc. Việc tuyển dụng người vào các vị trí việc làm tương ứng với ngạch chuyên viên chính hoặc tương đương trở lên thì thực hiện tuyển dụng lâu dài thông qua quyết định tuyển dụng. Bên cạnh đó, Luật cũng quy định nguyên tắc tuyển dụng công chức (Điều 38) phải đảm bảo bình đẳng, công khai, khách quan, cạnh tranh và có chất lượng; người trúng tuyển vào công chức trước khi chính thức nhận nhiệm vụ phải qua thời gian thử việc theo quy định của pháp luật.
Về cơ quan thực hiện tuyển dụng (Điều 39): Việc tổ chức kỳ thi cũng như thẩm quyền tuyển dụng công chức vào làm việc ở Văn phòng Quốc hội, Văn phòng Chủ tịch nước, Viện Kiểm sát nhân dân và Tòa án nhân dân tối cao vẫn thực hiện như hiện nay. Riêng đối với các cơ quan của Chính phủ và Uỷ ban nhân dân cấp tỉnh, việc tuyển dụng được phân định giữa thi và tuyển theo hướng cơ quan quản lý công chức của Chính phủ thực hiện việc tổ chức các kỳ thi tuyển công chức vào làm việc trong các cơ quan Nhà nước ở Trung ương, Uỷ ban nhân dân cấp tỉnh thực hiện việc thi tuyển công chức vào làm việc trong các cơ quan nhà nước ở địa phương. Căn cứ vào kết quả thi tuyển, các cơ quan, tổ chức của nhà nước có nhu cầu xem xét, lựa chọn tuyển dụng những người phù hợp.
Tổ chức lại việc tuyển dụng như trên vừa bảo đảm được sự phân công, phân cấp trong quản lý công chức hiện nay, vừa bảo đảm được tính chuyên môn hóa cao đối với việc lựa chọn công chức thông qua các kỳ thi. Mặt khác, việc phân định giữa thẩm quyền tổ chức đánh giá người dự tuyển vào công chức với thẩm quyền tuyển chọn người vào các cơ quan quy định như vậy sẽ vừa bảo đảm được tính khách quan trong tổ chức kỳ thi đồng thời nâng cao trách nhiệm của các cơ quan, tổ chức được giao thẩm quyền tuyển dụng và sử dụng đội ngũ công chức.

### Đào tạo, bồi dưỡng
Luật quy định chế độ đào tạo, bồi dưỡng công chức (Điều 47), trách nhiệm của cơ quan, tổ chức, đơn vị trong đào tạo, bồi dưỡng công chức (Điều 48), theo đó cơ quan, tổ chức, đơn vị quản lý công chức có trách nhiệm xây dựng và công khai quy hoạch, kế hoạch đào tạo, bồi dưỡng để tạo nguồn và nâng cao năng lực, trình độ chuyên môn, nghiệp vụ của công chức, tạo điều kiện để công chức tham gia đào tạo, bồi dưỡng nâng cao năng lực, trình độ chuyên môn, nghiệp vụ của công chức.
Kinh phí đào tạo, bồi dưỡng công chức do ngân sách nhà nước cấp và các nguồn thu khác theo quy định của pháp luật. Chế độ đào tạo, bồi dưỡng công chức bao gồm đào tạo tiền công vụ, đào tạo khi nâng ngạch và thay đổi chức danh nghề nghiệp cao hơn; đào tạo nhằm bổ nhiệm các chức danh lãnh đạo, quản lý, đào tạo để nâng cao trình độ phục vụ yêu cầu công việc. Việc đào tạo, bồi dưỡng phải căn cứ vào kế hoạch, quy hoạch, tiêu chuẩn chức danh lãnh đạo, quản lý và tiêu chuẩn của từng vị trí công tác ứng với từng ngạch hoặc chức danh công chức.
Công chức tham gia đào tạo, bồi dưỡng phải chấp hành nghiêm chỉnh quy chế đào tạo, bồi dưỡng và chịu sự quản lý của cơ sở đào tạo, bồi dưỡng, được hưởng nguyên lương và phụ cấp; thời gian đào tạo, bồi dưỡng được tính vào thâm niên công tác liên tục, được xét nâng lương theo quy định của pháp luật. Công chức đạt kết quả xuất sắc trong khóa đào tạo, bồi dưỡng được biểu dương, khen thưởng. Công chức đã được đào tạo, bồi dưỡng nếu tự ý bỏ việc, xin thôi việc phải đền bù chi phí đào tạo, bồi dưỡng theo quy định của pháp luật.

### Bổ nhiệm, miễn nhiệm, từ chức
Việc bổ nhiệm công chức giữ chức vụ lãnh đạo, quản lý phải căn cứ vào: Nhu cầu, nhiệm vụ của cơ quan, tổ chức, đơn vị và Tiêu chuẩn, điều kiện của chức vụ lãnh đạo, quản lý. Thời hạn bổ nhiệm công chức giữ chức vụ lãnh đạo, quản lý là 05 năm, khi hết thời hạn, cơ quan, tổ chức, đơn vị có thẩm quyền phải xem xét bổ nhiệm lại hoặc không bổ nhiệm lại. Công chức được điều động đến cơ quan, tổ chức, đơn vị khác hoặc được bổ nhiệm chức vụ lãnh đạo, quản lý mới thì đương nhiên thôi giữ chức vụ lãnh đạo, quản lý đang đảm nhiệm, trừ trường hợp kiêm nhiệm.
Từ chức hoặc miễn nhiệm đối với công chức (Điều 54): Công chức lãnh đạo, quản lý có thể từ chức hoặc miễn nhiệm trong các trường hợp: 
- Không đủ sức khỏe
- Không đủ năng lực, uy tín
- Theo yêu cầu nhiệm vụ
- Vì lý do khác.

Công chức lãnh đạo, quản lý sau khi từ chức hoặc miễn nhiệm được bố trí công tác phù hợp với chuyên môn, nghiệp vụ được đào tạo hoặc nghỉ hưu, thôi việc. Công chức lãnh đạo, quản lý xin từ chức hoặc miễn nhiệm nhưng chưa được cấp có thẩm quyền đồng ý cho từ chức hoặc miễn nhiệm vẫn phải tiếp tục thực hiện nhiệm vụ, quyền hạn của mình.

### Đánh giá công chức
Luật quy định cụ thể mục đích, căn cứ, nội dung, phân loại đánh giá, các trường hợp đánh giá và trách nhiệm đánh giá công chức theo hướng: việc đánh giá công chức phải căn cứ vào các quy định về nghĩa vụ, trách nhiệm, đạo đức công vụ và gắn với kết quả thực thi công vụ; đồng thời, đề cao trách nhiệm của người đứng đầu trong việc đánh giá công chức. Căn cứ vào kết quả đánh giá, công chức được xếp loại theo các mức độ: xuất sắc, tốt, trung bình; yếu. Công chức có 2 năm liên tục bị đánh giá ở mức độ yếu (không hoàn thành nhiệm vụ) thì áp dụng chế độ cho thôi việc.
Mục đích đánh giá công chức (Điều 55): Đánh giá công chức để làm rõ phẩm chất chính trị, đạo đức, năng lực, trình độ chuyên môn, nghiệp vụ, kết quả thực hiện nhiệm vụ được giao. Kết quả đánh giá là căn cứ để bố trí, sử dụng, bổ nhiệm, đào tạo, bồi dưỡng, khen thưởng, kỷ luật và thực hiện chính sách đối với công chức. Việc đánh giá công chức được thực hiện hàng năm, trước khi bổ nhiệm, quy hoạch, điều động, đào tạo, bồi dưỡng, khi kết thúc thời gian luân chuyển, biệt phái.
Nội dung đánh giá: (Điều 56): 
- Chấp hành đường lối, chủ trương, chính sách của Đảng Cộng sản Việt Nam và pháp luật của Nhà nước cộng sản Việt Nam
- Phẩm chất chính trị, đạo đức, lối sống, tác phong và lề lối làm việc
- Năng lực, trình độ chuyên môn, nghiệp vụ
- Tiến độ và kết quả thực hiện nhiệm vụ
- Tinh thần trách nhiệm và phối hợp trong thực hiện nhiệm vụ
- Thái độ phục vụ nhân dân.

Ngoài những quy định trên, công chức lãnh đạo, quản lý còn được đánh giá theo các nội dung: Kết quả hoạt động của cơ quan, tổ chức, đơn vị được giao lãnh đạo, quản lý; Năng lực lãnh đạo, quản lý, năng lực tập hợp, đoàn kết công chức.
Căn cứ vào kết quả đánh giá, công chức được phân loại đánh giá theo các mức:
- Hoàn thành xuất sắc nhiệm vụ
- Hoàn thành tốt nhiệm vụ
- Hoàn thành nhiệm vụ nhưng còn hạn chế về năng lực
- Không hoàn thành nhiệm vụ.

Công chức 02 năm liên tiếp hoàn thành nhiệm vụ nhưng còn hạn chế về năng lực hoặc có 02 năm liên tiếp, trong đó 01 năm hoàn thành nhiệm vụ nhưng còn hạn chế về năng lực và 01 năm không hoàn thành nhiệm vụ thì cơ quan, tổ chức, đơn vị có thẩm quyền bố trí công tác khác. Công chức 02 năm liên tiếp không hoàn thành nhiệm vụ thì cơ quan, tổ chức, đơn vị có thẩm quyền giải quyết thôi việc.

### Trách nhiệm và kỷ luật
Công chức vi phạm thì phải chịu trách nhiệm đối với việc mình đả thực hiện trong khi thi hành công vụ. Trường hợp vi phạm có dấu hiệu của tội phạm thì bị truy cứu trách nhiệm hình sự. Trường hợp làm mất mát, hư hỏng trang thiết bị hoặc có hành vi khác gây thiệt hại tài sản của Nhà nước thì phải bồi thường theo quy định của pháp luật. Trường hợp có hành vi vi phạm pháp luật trong khi thi hành công vụ mà gây thiệt hại cho người khác thì phải hoàn trả cho cơ quan, tổ chức đã bồi thường cho người bị thiệt hại theo quy định của pháp luật.
- Khiển trách
- Cảnh cáo
- Hạ bậc lương
- Giáng chức
- Cách chức
- Buộc thôi việc.

Việc giáng chức, cách chức chỉ áp dụng đối với công chức giữ chức vụ lãnh đạo, quản lý.
Bên cạnh đó, Luật còn quy định bổ sung về thời hiệu xử lý trách nhiệm người đứng đầu trong xử lý kỷ luật công chức vi phạm, về tạm đình chỉ hoạt động công vụ và các quy định khác liên quan đến công chức bị kỷ luật, việc chấm dứt hiệu lực của quyết định kỷ luật.

## Nhận định
Một số ý kiến cho rằng, Luật này là cải cách lớn nhất trong lịch sử công vụ ở Việt Nam vì Luật này đã phân định rõ đối tượng cán bộ và công chức và tách biệt với đối tượng làm việc trong các đơn vị sự nghiệp công lập sẽ do bộ luật khác quy định, Luật hóa nguyên tắc quản lý cán bộ công chức, vấn đề đạo đức, văn hóa giao tiếp cũng được luật hóa, Luật đã có chế độ nâng ngạch theo nguyên tắc cạnh tranh chọn người giỏi hơn. Và có thể nói đây là bước cải cách lớn nhất trong lịch sử nền công vụ ở Việt Nam, tách ra gần 1,5 triệu người làm việc trong khu vực sự nghiệp công lập, chiếm hơn 70% cán bộ công chức từ cấp trung ương đến cấp huyện trong hệ thống chính trị.